# Liga a IV-a Giurgiu
Liga a IV-a Giurgiu este principala competiție fotbalistică din județul Giurgiu, organizată de Asociația Județeană de Fotbal (AJF) Giurgiu, situată în al patrulea eșalon al sistemului de ligi al fotbalului românesc.
Competiția este disputată de un număr variabil de echipe, în funcție de numărul echipelor retrogradate din Liga a III-a, al celor promovate din Liga a V-a Giurgiu, precum și al echipelor care se retrag sau se înscriu în competiție. Campioana poate sau nu să promoveze în Liga a III-a, în funcție de rezultatul barajului de promovare disputat împotriva campioanei dintr-o serie județeană vecină.

## Istoric
Campionatul Județean Giurgiu a fost înființat în 1981 și a fost pus sub autoritatea nou-înființatului Consiliu Județean pentru Educație Fizică și Sport (CJEFS) Giurgiu, ca urmare a reorganizării teritoriale a țării din februarie acelui an. În cadrul acestei reforme, Ilfov și Ialomița au fost divizate, ceea ce a dus la crearea noilor județe Giurgiu și Călărași.
Inițial, sezonul fotbalistic 1980–81 începuse sub vechea structură administrativă, echipele din zona care avea să devină județul Giurgiu evoluând în Campionatul Județean Ilfov. După reorganizare, noul campionat județean a fost împărțit în două serii, una de Nord și cealaltă de Sud. Petrolul Roata de Jos a câștigat Seria Nord, iar Constructorul Giurgiu s-a impus în Seria Sud. Cele două câștigătoare s-au întâlnit în finală pentru a desemna prima campioană județeană. Petrolul Roata de Jos a câștigat inițial prima manșă, însă rezultatul a fost anulat din cauza unor nereguli. Meciul a fost rejucat, iar în urma acestuia, Petrolul Roata de Jos a fost confirmată ca primul campion oficial al județului Giurgiu.
De atunci, organizarea și structura principalei competiții din Giurgiu, la fel ca și cele ale altor campionate județene, au suferit numeroase modificări. Între 1981 și 1992, competiția a fost cunoscută sub denumirea Campionatul Județean. În 1992 a fost redenumită Divizia C – Faza Județeană, din 1997 s-a numit Divizia D, iar din 2006 este cunoscută ca Liga a IV-a.

## Lista campioanelor
| Ed.                        | Sezon                | Campioană                   |
| Campionatul Județean       | Campionatul Județean | Campionatul Județean        |
| -------------------------- | -------------------- | --------------------------- |
| 1                          | 1980–81              | Petrolul Roata de Jos       |
| 2                          | 1981–82              | Petrolul Bolintin-Vale      |
| 3                          | 1982–83              | Argeșul 30 Decembrie        |
| 4                          | 1983–84              | Constructorul TCIAZ Giurgiu |
| 5                          | 1984–85              | Petrolul Roata de Jos       |
| 6                          | 1985–86              | Petrolul Roata de Jos       |
| 7                          | 1986–87              | Utilaje Grele Giurgiu       |
| 8                          | 1987–88              | Șantierul Naval Giurgiu     |
| 9                          | 1988–89              | Rapid Braniștea             |
| 10                         | 1989–90              | Știința Băneasa             |
| 11                         | 1990–91              | Petrolul Roata de Jos       |
| 12                         | 1991–92              | Rapid Braniștea             |
| Divizia C – Faza Județeană |                      |                             |
| 13                         | 1992–93              | Dunărea Giurgiu             |
| 14                         | 1993–94              | Dunărea Giurgiu             |
| 15                         | 1994–95              | Petrolul Roata de Jos       |
| 16                         | 1995–96              | Gene Stănești               |
| 17                         | 1996–97              | Petrolul Roata de Jos       |

| Ed.         | Sezon     | Campioană                     |
| Divizia D   | Divizia D | Divizia D                     |
| ----------- | --------- | ----------------------------- |
| 18          | 1997–98   | Petrolul Roata de Jos         |
| 19          | 1998–99   | Petrolul Roata de Jos         |
| 20          | 1999–00   | Neoconstruct Mihai Bravu      |
| 21          | 2000–01   | Unirea Tricolor Bolintin-Vale |
| 22          | 2001–02   | Săgeata Brăniștari            |
| 23          | 2002–03   | Constructorul Braniștea       |
| 24          | 2003–04   | Tigar Giurgiu                 |
| 25          | 2004–05   | Argeșul Mihăilești            |
| 26          | 2005–06   | Nova Force Giurgiu            |
| Liga a IV-a |           |                               |
| 27          | 2006–07   | Nova Force Giurgiu            |
| 28          | 2007–08   | Constructorul Bolintin-Deal   |
| 29          | 2008–09   | Viitorul Toporu               |
| 30          | 2009–10   | Nova Force Giurgiu            |
| 31          | 2010–11   | Rapid Clejani                 |
| 32          | 2011–12   | Avântul Florești              |
| 33          | 2012–13   | FC Bolintin Malu Spart        |
| 34          | 2013–14   | Petrolul Roata Cartojani      |

| Ed. | Sezon   | Campioană                  |
| --- | ------- | -------------------------- |
| 35  | 2014–15 | Arsenal Malu               |
| 36  | 2015–16 | Arsenal Malu               |
| 37  | 2016–17 | Dunărea Giurgiu            |
| 38  | 2017–18 | FC Singureni               |
| 39  | 2018–19 | CS Mihai Bravu             |
| 40  | 2019–20 | Argeșul Mihăilești         |
| 41  | 2020–21 | Victoria Adunații-Copăceni |
| 42  | 2021–22 | Victoria Adunații-Copăceni |
| 43  | 2022–23 | Dunărea Giurgiu            |
| 44  | 2023–24 | FC Bolintin Malu Spart     |
| 45  | 2024–25 | AXI Adunații-Copăceni      |